# Художествена галерия Манхайм
Художествената галерия Манхайм (на немски: Kunsthalle Mannheim) е най-големият музей за съвременно изкуство в Метрополния регион Рейн-Некар и едно от най-реномираните изложбени пространства в Германия, с една от най-добрите колекции на съвременна скулптура в Германия, както и със сериозна сбирка от произведения на класическия модернизъм, напр. прочутата картина „Разстрелът на император Максимилиян“ от Едуар Мане.

## История на музея
Музеят е основан сравнително късно — през 1907 г., по повод на 300-а годишния юбилей на града. Въпреки това, благодарение на ангажираността на населението и на усилията и далновидността на директорите му, той бързо изгражда забележителна сбирка. Още първият му директор, Густав Фридрих Хартлауб, сравнително рано започва целенасочено да колекционира произведения на френските импресионисти и постимпресионисти.

## Любопитно
В края на 1921 г. и началото на 1922 г. известният български пейзажист Никола Танев прекарва няколко месеца в Манхайм. По това време в залата на Манхаймското художествено дружество, което тогава се помещава в Художествената галерия, се провежда негова изложба. Един от двата скицника, които художникът изпълва с рисунки и бележки през време на престоя си в Манхайм, през 2009 г. е издаден от Аукционна къща „Виктория“.